# Platylepis
Platylepis es un género de orquídeas perteneciente a la subfamilia Orchidoideae. Se distribuye por África tropical, Océano Índico y sur del Pacífico.

## Especies
A continuación se brinda un listado de las especies del género Platylepis aceptadas hasta mayo de 2011, ordenadas alfabéticamente. Para cada una se indica el nombre binomial seguido del autor, abreviado según las convenciones y usos y la publicación válida.
- Platylepis bigibbosa H.Perrier, Bull. Soc. Bot. France 83: 26 (1936).
- Platylepis bombus J.J.Sm., Bull. Jard. Bot. Buitenzorg, III, 10: 100 (1928).
- Platylepis commelynae (Lindl.) Rchb.f., Linnaea 41: 62 (1876).
- Platylepis constricta (J.J.Sm.) J.J.Sm., Repert. Spec. Nov. Regni Veg. 11: 554 (1913).
- Platylepis densiflora Rolfe, Bull. Misc. Inform. Kew 1906: 378 (1906).
- Platylepis glandulosa (Lindl.) Rchb.f., Linnaea 41: 62 (1876).
- Platylepis grandiflora (Schltr.) Ormerod, Lindleyana 17: 226 (2002).
- Platylepis heteromorpha Rchb.f., Otia Bot. Hamburg.: 52 (1878).
- Platylepis lamellata Schltr., Repert. Spec. Nov. Regni Veg. Beih. 1: 53 (1911).
- Platylepis margaritifera Schltr., Repert. Spec. Nov. Regni Veg. 15: 328 (1918).
- Platylepis occulta (Thouars) Rchb.f., Linnaea 41: 62 (1876).
- Platylepis polyadenia Rchb.f., Flora 68: 537 (1885).
- Platylepis rufa (Frapp.) Schltr., Beih. Bot. Centralbl. 33(2): 410 (1915).
- Platylepis tidorensis J.J.Sm., Bull. Jard. Bot. Buitenzorg, III, 11: 68 (1930).
- Platylepis viscosa (Rchb.f.) Schltr., Beih. Bot. Centralbl. 33(2): 410 (1915).
- Platylepis xerostele Ormerod, Oasis Suppl. 3: 18 (2004).
- Platylepis zeuxinoides Schltr., Repert. Spec. Nov. Regni Veg. Beih. 1: 54 (1911).